# Zawada (herb szlachecki)
Zawada (Rawa odmienna) – polski herb szlachecki, odmiana herbu Rawicz z nobilitacji.

## Opis herbu
W polu błękitnym niedźwiedź czarny kroczący, na którym panna w koronie złotej i szacie czerwonej, z uniesionymi ramionami.
Klejnot: między dwiema chorągwiami czerwonymi niedźwiedź wyskakujący, czarny.
Labry błękitne, podbite czerwonym.

## Najwcześniejsze wzmianki
Nadany Piotrowi Zawadzie, dworzaninowi królewskiemu oraz jego braciom Marcinowi, Stanisławowi, Wacławowi i Walentemu wraz z potomstwem, 27 sierpnia 1571, na zalecenie kanclerza koronnego Walentego Dembińskiego przywilejem króla Zygmunta Augusta.

## Herbowni
Zawada.